# Tersløse
Tersløse – miasto w Danii, w regionie Zelandia, w gminie Sorø.